# Rovos Rail

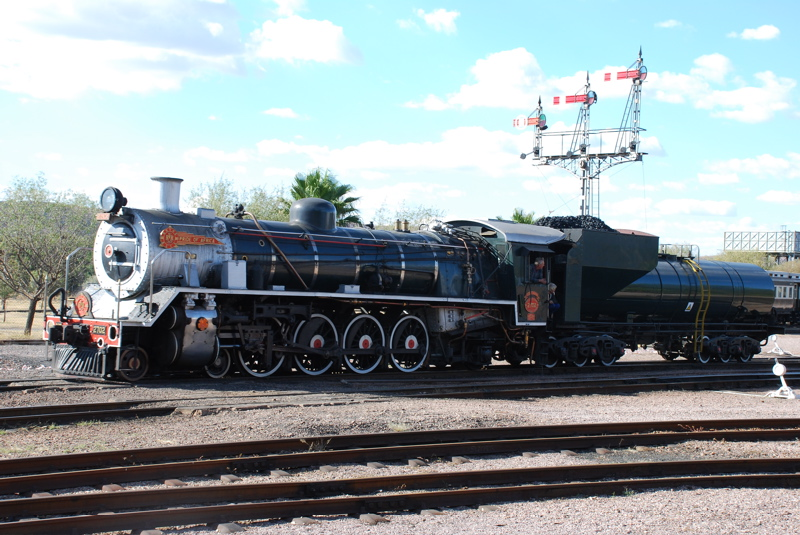
Lokomotive im Capital Park Station

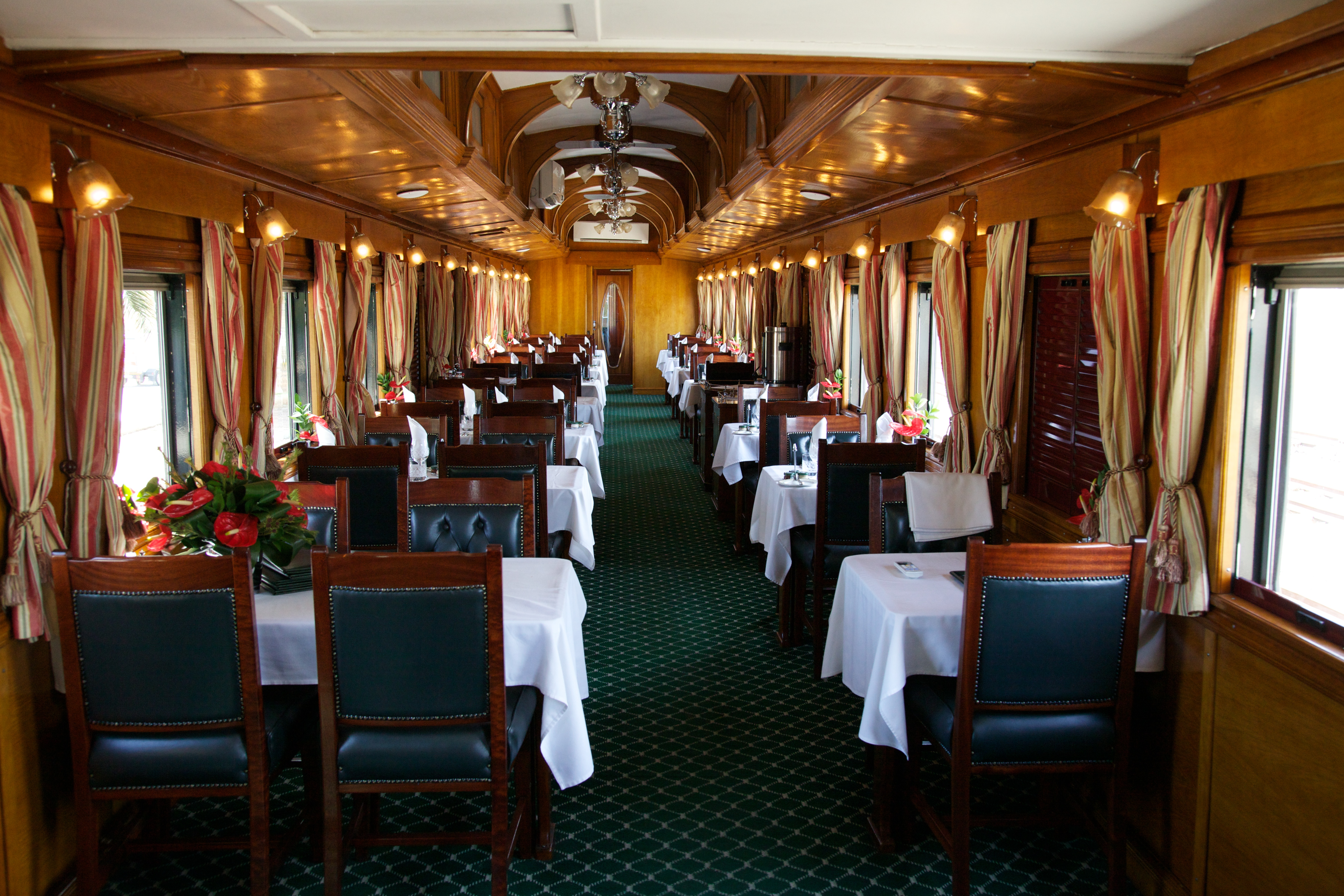
Speisewagen

Rovos Rail ist die Eisenbahnsparte des südafrikanischen Unternehmens Rovos Rail Tours (Pty) Ltd., das Luxuszüge auf dem Kapspur-Netz des südlichen Afrikas betreibt.

## Unternehmen
Der Unternehmenssitz befindet sich in Pretoria. Es gibt eine weitere Niederlassung in Kapstadt. „Heimatbahnhof“ ist das ehemalige Bahnbetriebswerk Capital Park Station im Norden von Pretoria. Neben etwa 60 Eisenbahnwagen besitzt das Unternehmen auch eigene der Lokomotiven der Traktionsarten Dampf, Diesel und Elektro. Im Jahre 1986 erhielt Rohan Vos von SAR eine Betriebsgenehmigung für das staatliche südafrikanische Schienennetz, die ab Dezember Gültigkeit erlangte. Die Jungfernfahrt eines Zuges in seiner Regie erfolgte 1987. Gegründet wurde Rovos Rail 1989, was ein Kofferwort aus dem Namen des Inhabers darstellt. Er selbst begleitet die meisten Fahrten.
Seit 2016 ist auch der Shongololo-Express Teil von Rovos Rail.

## Routen
Rovos Rail fährt nach einem Jahresfahrplan auf verschiedenen Strecken in Südafrika und darüber hinaus. Die Züge werden aus umgebauten historischen, luxussanierten südafrikanischen Reisezugwagen gebildet, die höchsten Komfort für die Fahrgäste bieten. Im Zug befindet sich zum einen Wohn-Schlafwagen (mit zwei oder drei Suiten pro Wagen). Drei Komfort-Klassen werden angeboten, in der höchsten Klasse gehört ein Badezimmer mit Badewanne zur Suite. Weiter werden Speisewagen, ein Salonwagen und ein Terrassen- oder Kanzelwagen am Zugschluss in die Züge eingestellt. Außerhalb von Südafrika werden regelmäßig die Victoriafälle in Simbabwe (seit 1994) und seit 1993 je mindestens einmal im Jahr Daressalam in Tansania und Swakopmund in Namibia (seit 1998) angefahren.
Die regelmäßig bedienten Routen sind:
- Pretoria nach Kapstadt
- Pretoria nach Durban
- Kapstadt nach George
- Pretoria zu den Victoriafällen
- Kapstadt nach Daressalam (Pride of Africa)
- Pretoria nach Swakopmund

Rovos Rail bot 2008 und 2010 auch die von Cecil Rhodes’ Kap-Kairo-Plan inspirierte Reiseroute Kapstadt–Kairo an. Diese Route wurde allerdings nördlich der Victoriafälle statt per Bahn mit einem historischen Flugzeug zurückgelegt, das sich im Besitz der ebenfalls zur Rovos Rail Tours (Pty) Ltd. gehörenden Rovos Air befindet. Zwischenstopps nördlich von Tansania waren unter anderem Addis Abeba und Khartum.
Im Juli 2019 bediente Rovos Rail die 4800 km lange Strecke Dar-es-Salaam (Tansania) – Lobito (Angola) als erster Touristenzug, der Afrika vom Indischen bis zum Atlantischen Ozean durchquerte.

## Unfälle
Am 22. Mai 2008 brannten 14 der damals 75 im Besitz der Bahngesellschaft befindlichen Eisenbahnwagen bei einem Feuer in einem Bahndepot aus. Menschen kamen nicht zu Schaden. Die Feuerwehr bezifferte den Schaden auf mehrere Millionen Euro.
Am 21. April 2010 setzte sich ein Zug von Rovos Rail während eines Lokomotivwechsels bei Pretoria in Bewegung und entgleiste. Drei Personen starben, 15 der 19 Wagen des Zuges wurden zerstört.